# Tứ đại thiên sư
Tứ đại Thiên sư (四大天師) là bốn vị tiên có vai trò đón tiếp như các vị sứ giả trên thiên đình trong Đạo giáo và thần thoại Trung Hoa
Tứ đại Thiên sư gồm:
- Trương Đạo Lăng thiên sư
- Hứa Tinh Dương chân nhân thiên sư (Hứa Tốn, tự Kính Chi)
- Khâu Hoằng Tế chân nhân thiên sư
- Cát Tiên ông thiên sư Cát Hồng

Đây là bốn vị đạo sĩ có thật, đã từng tu luyện theo Đạo giáo và được tôn lên như là những vị chân nhân, thiên sư. 